# Don Procopio
A Don Procopio Georges Bizet 1857-ben, olasz nyelven írt operája. A darab egyfajta tanulmány volt, ezért előadására akkor nem került. A szerző római tanulmánykörútja alatt készítette, és hazaküldte értékelésre a párizsi Consevatoire tanárainak, akik lelkesedve fogadták a művet. A kéziratot sokáig elveszettnek hitték, mígnem Charles Malhaebre, a párizsi Nagyopera könyvtárosa rá nem bukkant az Auber-hagyatékban.

## A mű története
Az opera a szerző római tartózkodásának első éveiben készült, a hazaküldött partitúrát a Conservatoire tanárai lelkesedéssel fogadták, és bátorító értékelést adtak róla. A zsűri tagjai között volt a kor neves operaszerzője, Ambroise Thomas és Jacques Fromental Halévy is. Halévy szorgalmazta a darab színrevitelét, de Thomas ragaszkodván a szabályokhoz, az ösztöndíj végére előírt, egyházzenei mű elkészítését tartotta fontosnak. Így az opera a szerző életében nem került bemutatásra. Kéziratát is elveszettnek hitték, egészen a 20. század elejéig, amikor is a párizsi Nagyopera könyvtárosaként Charles Malhaebre rátalált. Malhaebre aztán valamilyen oknál fogva nem juttatta vissza a kéziratot az opera könyvtárának, így az letétként a párizsi konzervatórium könyvtárába került. 
A felfedező kezdeményezésére Paul Collin és Paul Bérel francia nyelvre fordította az olasz librettót. A zongorakivonatot Paul de Choudens adta ki 1905-ben. Az előadhatóságra hivatkozva jelentősen átdolgozták a művet: Bizet más műveinek zenei részleteivel egészítették ki, és ebben a formában mutatták be 1906. március 10-én Monte-Carlóban. A darab eredeti változatának bemutatója még évtizedeket váratott magára, mígnem 1958-ban a Strasbourgi Operaházban erre is sor került. A CD-kiadás 2003-ban valósult meg. Megjegyzés: az opera első CD kiadása kettő, a második egy lemezből áll, de a zenei anyagok között nincs különbség, ugyanis a darab hosszánál fogva egy lemezre is ráfér. Viszont a két CD-s kiadás az eredeti olasz, az egy CD-s a francia nyelvű librettót tartalmazza.    

## Az opera szereplői
| Szereplő                                                      | Hangfekvés               |
| ------------------------------------------------------------- | ------------------------ |
| Don Procopio, házasodni akaró, öreg, elszegényedett úr        | basszbariton             |
| Don Odoardo, katonatiszt, Donna Bettina szerelmese            | tenor                    |
| Don Ernesto, Don Andronico unokaöccse, Bettina bátyja         | bariton                  |
| Don Andronico, gazdag birtokos, Bettina és Ernesto nagybátyja | bariton                  |
| Felicia, álruhában, lovagnak öltözve                          | szoprán                  |
| Pasquino, mindenes Don Andronico házában                      | bariton vagy buffo tenor |
| Donna Bettina, Don Ernesto húga                               | szoprán                  |
| Donna Eufemia, Don Andronico felesége                         | mezzoszoprán             |

- Történik:  A XIX. században, Don Andronico házában Olaszországban
- Játékidő: 74 perc

## Az opera cselekménye

### I. felvonás
Bettina szerelmes Odoardóba, de nagybátyja mindenáron az öreg, kissé elszegényedett nemeshez, Don Procopióhoz akarja adni. Eufemia hiába figyelmezteti férjét: nincs joga tönkretenni egy fiatal lány életét. Közben hazaérkezik útjáról Ernesto. Értesül a történtekről, és Odoardóval szövetségre lépve elhatározza, hogy megakadályozza ezt a kényszerházasságot. Elhíresztelik, hogy Bettina már alig várja, hogy Don Procopio felesége legyen. Unalmas már számára a szomorú, egyhangú leányélet: bálokat, kocsikat, forgatagot akar maga körül. Az idős gavallér megretten a hírtől, hisz vagyona az éppen nincsen már túl sok, s még azt a keveset is el kellene szórnia és különben is: öregkorára nem hiányzik már neki ez a nyüzsgés, a mozgalmas élet. Még nincs is kitűzve az esküvő időpontja, de a fiatal menyasszony máris elkezd költekezni, őrületbe kergetve ezzel idős vőlegényét. 

### II. felvonás
Don Procopio Bettina bátyjához fordul tanácsét: szeretne kibújni valahogyan adott szava alól, egy másik férjet kellene keresni Bettinának. Ernesto először vonakodik, a látszat kedvérét, aztán belemegy a dologba, de persze csak is Procopióért teszi. Megszervez egy légyottot Bettina és Odoardo számára. Procopcio diadalmasan leplezi le az enyelgést és más kiút nem lévén a szerelmeseknek össze kell házasodniuk. Don Andronico toporzékol dühében, de hát mit tud tenni? Engednie kell a látszat megkövetelte szokásoknak. Procopio megkönnyebbülten sóhajt fel, hiszen nem való öregembernek fiatal nővel a házasság.

## Az opera zenéje
A vígoperai hagyományoknak megfelelően a Don Procopio zenéje vidám, szellemesen csipkelődő, de már érződik rajta a zeneszerző későbbi hangja is: nem mentes az érzelmességtől, ami későbbi operáit annyira jellegzetesen egyedivé tette. Az eredeti hangszerelés hagyományos kamarazenekart alkalmaz, de azt hárfával, két angolkürttel, egy-egy gitárral és mandolinnal egészítette ki. A korabeli bírálat különösen jónak találta az első felvonás nyitójelenetét, a II. felvonást bevezető, gitárkíséretes szerenádot, Procopio és Bettina kettősét, valamint egy férfikórus-részletet.